# ام لعجول
أم العجول قرية صغيرة وفرع بلدي لبلدية الطاية ولاية سطيف تحدها شمالا بلدية الطاية وشرقا حدود بئر بلخليفي وغربا وجنوبا بلدية حمام السخنة ويقارب تعدادها السكاني  23000 نسمة ، يمر وسطها الطريق الوطني رقم 75 ، تعرف بالتجارة في الأدوات المستعملة (la casse) ، فهي تقع في مكان فلاحي وطريق وطني مكتظ ومشهور